# Kamal Ganzouri
Kamal Ganzouri, född 12 januari 1933 i Monufia, död 31 mars 2021 i Kairo, var en egyptisk politiker som var Egyptens premiärminister från den 7 december 2011 till den 26 juli 2012. Han var även premiärminister mellan 1996 och 1999.
Ganzouri var utbildad vid University of Michigan och hade genom åren haft ett flertal viktiga uppdrag inom egyptisk politik, bland annat var han guvernör för två olika regioner i Egypten, Al-Wadi al-Jadid respektive Beni Suef.
Den 24 november 2011 blev han utsedd av det styrande militärrådet följande den Egyptiska revolutionen till ny premiärminister efter nya oroligheter och protester mot militärrådet. Han tillträdde den 7 december 2011 och avgick den 26 juli 2012.

## Första premiärministerperioden
Den 2 januari 1996 utsåg Hosni Mubarak Ganzouri som efterträdare för Atef Sedki. Under denna mandatperiod drev han och hans kabinett reformer på en nivå som Egypten inte tidigare skådat. Under cirka 4 år implementerades 387 lagar, 57 av dessa resulterade i dramatiska förändringar till Egypten. Han började sin mandatperiod med fyra stora projekt som skulle hjälpa till att föra Egypten från dalen vid floden Nilen genom att utveckla ny landmark att leva på längre in i Egypten. Hans specialitet inom planering gjorde att han la upp en plan för Egyptens utveckling fram till år 2017. Han förbättrade Egyptens relation med Internationella banken genom Internationella valutafonden och avslutade det enda arbete som skrivits mellan Egypten och den Internationella banken sedan 1961. Fattigdomen i landet reducerades från 21% till 17%. Allt detta försummades efter att han avskedats som premiärminister den 5 oktober 1999.

## Livet efter första mandatperioden som premiärminister
Efter sitt avsked höll han sig helt borta från media. Vissa av regeringstjänstemännen fortsätter än idag att säga att han inte gjorde något bra för landet samtidigt som hans 20-årsplan omedelbart förbjöds och medan de 4 projekten försummades av det nya kabinettet. Han har gott rykte bland folket i Egypten på grund av de stora förändringarna han hade åstadkommit. Regeringen gjorde ett flertal utredningar efter hans tid som premiärminister för att se om han genomfört något som var mot lagen, undersökningar som avslutades 2003 då man inte lyckats komma fram till något. Under 2009 avslöjade en hög källa inom det Nationaldemokratiska partiet att Ganzouri hölls i husarrest, vilket var chockerande eftersom det inte tillhörde vanligheten i Egypten.

### Stöd för Egyptiska revolutionen 2011
Ganzouri visade sig för första gången efter ungefär 11 år av tystnad i samband med att den Egyptiska revolutionen bröt ut och efter att Hosni Mubarak avgått. I ett telefonsamtal till tv-kanalen "Al Haya Al Youm" sade han att en ny era i Egypten hade påbörjats och att det fanns någon anledning att gå tillbaka till från denna dag.
Han återkom sedan i tv-programmet "Al Ashera Masa'a" och gjorde där sin första intervju. Han började med kondoleanser till de protesterande som dött under den Egyptiska revolutionen, och förklarade att han var redo att dömas för de beslut han tagit som premiärminister och som kan ha skadat Egypten.
Han gjorde sedan en intervju med "Almasry Al-Youm" där han blev tillfrågad om han ville nominera sig själv för presidentskapet, men avstod från att svara på frågan och sade istället att det är ett val som folket ska göra.

### Möjlig presidentkandidatur
Direkt efter sitt framträdande på tv började sidor och grupper på Facebook stödja honom för presidentskapet. De olika grupperna gick ihop och skapade en officiell sida för honom och förväntade sig att träffa honom för att diskutera hans nominering. Hizb Al-Wafd Al-Jadid-källor sades kunna tänka sig att nominera Ganzouri som sin presidentkandidat men att det inte var helt säkert. Ganzouri var innan dess redan populär inom finans och industrisektorn, och inom jordbrukssektorn.
Han ville inte säga något officiellt efter det sista tv-framträdandet men gjorde några framträdanden inför pressen och svarade på några frågor rörande utredningar om korruption som gjordes under hans premiärministerperiod.

## Andra premiärministerperioden
Efter att Essam Sharaf avgått som premiärminister den 21 november 2011 meddelade de väpnade styrkornas högsta råd att de utsett Ganzouri till ny premiärminister den 24 november. Han bildade sin "övergångsregering" den 3 december 2011 och svors in den 7 december. Den militära ledningen annonserade att i samband med att Ganzouri svors in som premiärminister överfördes alla presidentens befogenheter till honom, med undantag för ärenden som rör rättsväsendet och militären. Hans regering avgick den 26 juni 2012 efter valet av Muhammad Mursi som Egyptens nya president för att bereda väg för den nya regeringen. I samband med att hans regering avgick gav han Fayeza Abu el Naga en puss på huvudet för att visa uppskattning över hennes ansträngningar i hans regering.
Han efterträddes av Hesham Qandil den 26 juli 2012.

## Privatliv
Ganzouri var gift och har tre döttrar varav två är ingenjörer. Han var känd för att ha varit en bra fotbollsspelare i ungdomen och hade bordtennis och volleyboll som intressen. 